# Walter Dornberger
El general de divisió Dr. Walter Robert Dornberger (Gießen, 6 de setembre de 1895 - Obersasbach, Alemanya, 27 de juny de 1980) va ser un oficial de l'exèrcit alemany, la carrera del qual es va desenvolupar entre la Primera Guerra Mundial, la Segona Guerra Mundial i la Guerra Freda.

## Biografia
Durant els anys 1930 i 1940 va dirigir el programa de coets i míssils que van culminar en el V-2. Després de la guerra va ser portat als Estats Units en l'«Operació Paperclip», on es va unir a les forces armades d'aquest país i al seu complex militar-industrial.